# Les Tremayne
Pour les articles homonymes, voir Tremayne.
Les Tremayne est un acteur anglo-américain, né le 16 avril 1913 à Londres (Royaume-Uni), et mort le 19 décembre 2003 à Santa Monica, en Californie (États-Unis).

## Filmographie

### Cinéma
- 1951 : La Femme au voile bleu (The Blue Veil), de Curtis Bernhardt : Joplin
- 1951 : The Racket de John Cromwell : Harry Craig
- 1952 : Francis Goes to West Point : Colonel Daniels
- 1952 : Ça pousse sur les arbres (It grows on trees) d'Arthur Lubin : secrétaire de la Treasury Finlay Murchison
- 1953 : Cupidon photographe (I Love Melvin) de Don Weis : Mr. Henneman
- 1953 : La Femme rêvée (Dream Wife) de Sidney Sheldon : Ken Landwell
- 1953 : La Guerre des mondes (The War of the Worlds) de Byron Haskin : Maj. Gen. Mann
- 1954 : Suzanne découche (Susan Slept Here) de Frank Tashlin : Harvey Butterworth, avocat de Mark
- 1955 : Au service des hommes (A Man Called Peter) d'Henry Koster : Sénateur Willis K. Harvey
- 1956 : Chéri, ne fais pas le zouave (The Lieutenant Wore Skirts) : Henry Gaxton
- 1956 : Planète interdite (Forbidden Planet) de Fred McLeod Wilcox : narrateur
- 1956 : L'Enquête de l'inspecteur Graham (The Unguarded Moment) de Harry Keller : Mr. Pendleton
- 1956 : Everything But the Truth : Lawrence Everett, dit Larry
- 1956 : Sora no daikaijû Radon : Narrateur (version américaine uniquement)
- 1957 : L'aigle vole au soleil (The Wings of Eagles) de John Ford : narrateur
- 1957 : La Cité pétrifiée (The Monolith Monsters) de John Sherwood : Martin Cochrane
- 1958 : Vacances à Paris (The Perfect Furlough) de Blake Edwards : Colonel Leland
- 1958 : De la Terre à la Lune (From the Earth to the Moon) de Byron Haskin : annonceur
- 1959 : The Monster of Piedras Blancas : Dr Sam Jorgenson
- 1959 : L'habit ne fait pas le moine (Say One for Me) de Frank Tashlin : Harry LaMaise
- 1959 : La Mort aux trousses (North by Northwest) d'Alfred Hitchcock : un acheteur
- 1959 : J'ai épousé un Français (Count Your Blessings) de Jean Negulesco : Narrateur
- 1960 : La Planète rouge (The Angry Red Planet) : Professeur Theodore Gettell
- 1960 : Le Héros du Pacifique (en) (The Gallant Hours) de Robert Montgomery : Capitaine Frank Enright
- 1960 : L'Histoire de Ruth (The Story of Ruth) : Elimelech
- 1962 : Shoot Out at Big Sag : Chan Bartholomew
- 1962 : Kingu Kongu tai Gojira : narrateur
- 1963 : The Slime People : Norman Tolliver
- 1964 : Goldfinger de Guy Hamilton : voix à la radio
- 1966 : La Grande combine (The Fortune Cookie) de Billy Wilder : Thompson
- 1970 : Strawberries Need Rain : Mort
- 1970 : The Phantom Tollbooth : voix
- 1973 : A Very Merry Cricket : Chester / Harry (voix)
- 1974 : Snakes : Snakey Bender
- 1983 : Quest
- 1983 : L'Île fantastique de Daffy Duck (Daffy Duck's Movie: Fantastic Island) : voix
- 1985 : Blondine au pays de l'arc-en-ciel (Rainbow Brite and the Star Stealer) de Bernard Deyriès et Kimio Yabuki : Orin / Bombo / présentateur TV (voix)
- 1985 : Starchaser: The Legend of Orin : Arthur (voix)
- 2005 : The Naked Monster de Ted Newsom (arz) : Général Mann

### Télévision
- 1949 : One Man's Family (en) (série) : Bill Herbert #1 (1950)
- 1958 : The Further Adventures of Ellery Queen (série) : Inspector Richard Queen
- 1958 - 1959 : Rintintin (The Adventures of Rin Tin Tin) (série) : Maj. Stone
- 1960 : McGarry and His Mouse : Captain
- 1962 : Mister Magoo's Christmas Carol : Ghost of Christmas Present (voix)
- 1963 : Hôpital central (General Hospital) (série) : Edward L. Quartermaine (temporary substitute for David Lewis)
- 1964 : Famous Adventures of Mr. Magoo (série) (voix)
- 1967 : Creature of Destruction : Dr John Basso
- 1969 : The Pogo Special Birthday Special : Churchy La Femme / Beauregard (voix)
- 1971 : Curiosity Shop (série) (voix)
- 1973 : The Cricket in Times Square : Chester C. Cricket / Harry the Cat / Father / Music Teacher (voix)
- 1974 : Shazam! (série) : Mentor
- 1975 : Yankee Doodle Cricket : Chester C. Cricket / Harry the Cat
- 1975 : Rikki-Tikki-Tavi : Father
- 1979 : Raggedy Ann & Andy: The Pumpkin Who Couldn't Smile : Pumpkin
- 1981 : Oliver Twist : Fagin (voix)
- 1981 : Les Schtroumpfs (The Smurfs) (série) : Additional Voices (voix)
- 1982 : Shérif, fais-moi peur (série TV) : "Le Boss samaritain" (Saison 5 - Épisode 6) : Big Daddy
- 1984 : Le Défi des gobots (Challenge of the GoBots) (série) : Additional Voices (voix)
- 1985 : Les Treize Fantômes de Scooby-Doo (The 13 Ghosts of Scooby-Doo) (série) (voix)
- 1987 : Jonny Quest (série) : Additional Voices (voix)
- 1987 : On ne vit qu'une fois (One Life to Live) (série) : Victor Dalby Lord #4
- 1991 : Le Tourbillon noir (The Pirates of Dark Water) (série) : Additional Voices (voix)